# Unção de Jesus

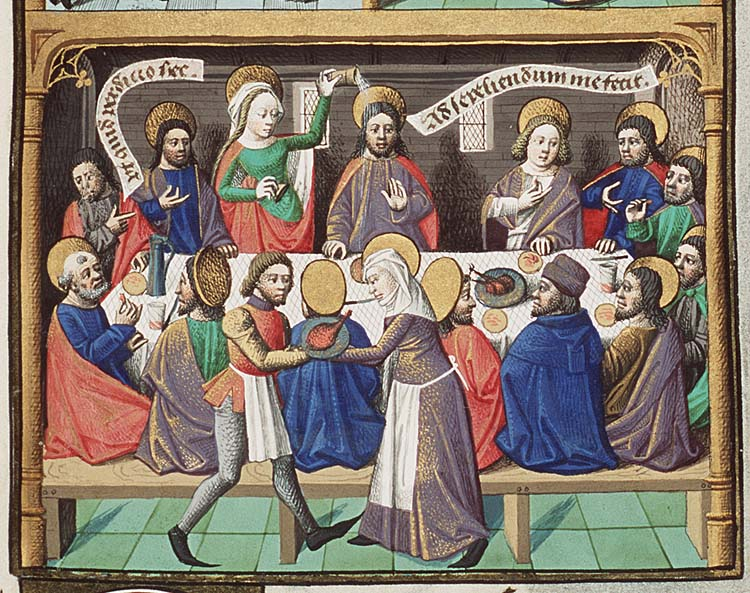
Unção de Jesus.
1475-80. Iluminura na Cidade de Deus, de Santo Agostinho, livro I-X.

A unção de Jesus é um evento na vida de Jesus reportado por todos os evangelhos canônicos, no qual uma mulher derrama todo o conteúdo de um alabastron de um perfume muito caro na cabeça (segundo Marcos e Mateus) e pés (de acordo com João e Lucas) de Jesus. A unção irrita alguns dos que testemunharam o ato, pois o perfume poderia ter sido vendido pelo equivalente a um ano de trabalho — valor que Marcos estima ser 300 denários— e o dinheiro, doado aos pobres. O Evangelho de Mateus afirma que os «seus discípulos indignaram-se» (Mateus 26:8) e João afirma que Judas Iscariotes foi o mais ofendido. João acrescenta ainda que ele ficou incomodado por que ele (Judas) era um ladrão e queria o dinheiro para si. Jesus é descrito como justificando as ações da mulher ao afirmar que os pobres sempre existirão e poderão ser ajudados sempre que alguém quiser.
O evento está relatado em Mateus 26:6–13, Marcos 14:1–9 e João 12:1–8. Em Lucas, o evento ocorre muito antes, em Lucas 7:36–50, e há um intenso debate sobre se ele trata de um mesmo evento ou uma situação completamente diferente (vide Parábola dos Dois Devedores).

## Debate

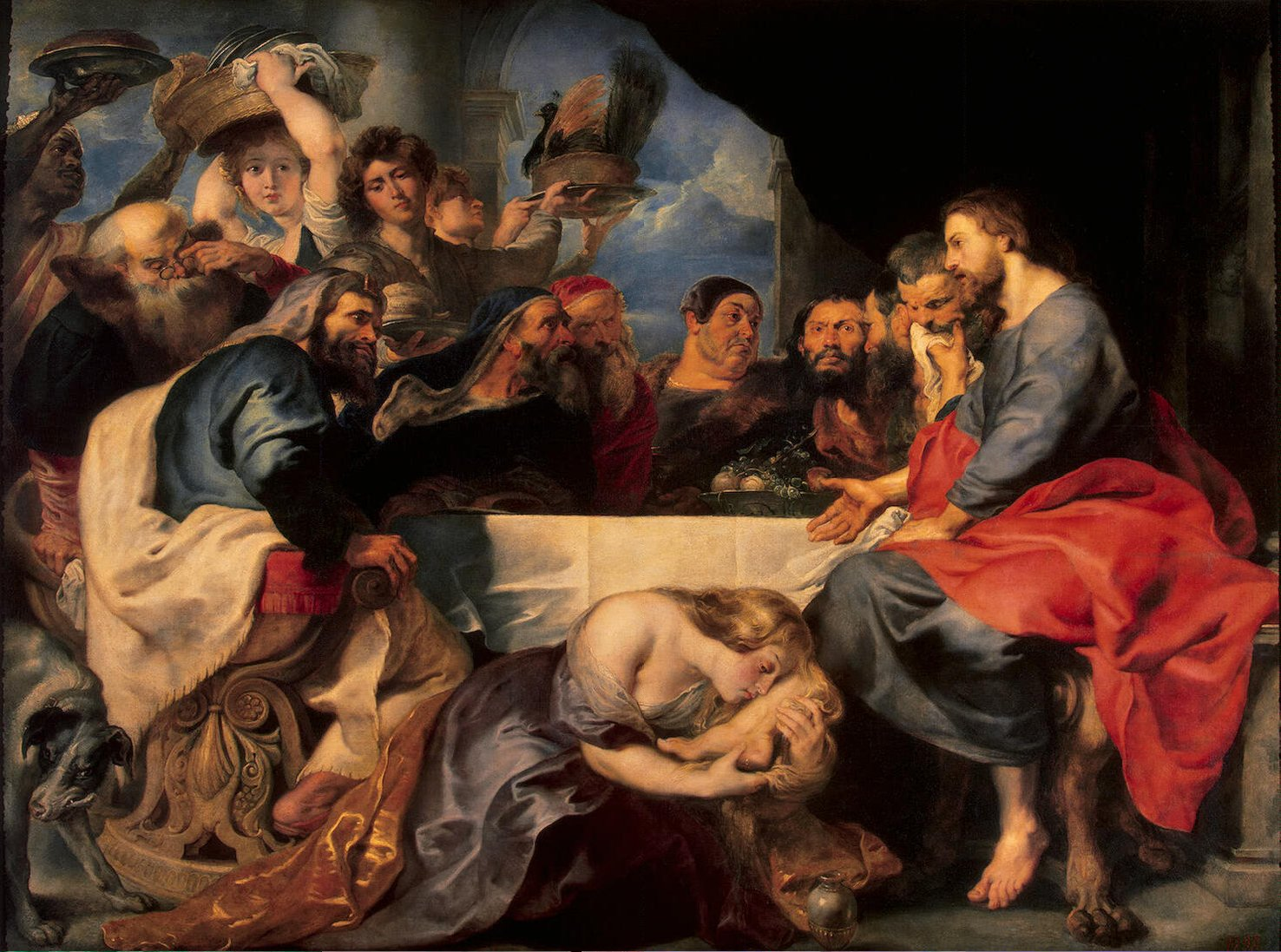
A Festa de Simão, o Fariseu. Uma obra que também pode ser sobre a Parábola dos Dois Devedores e que ilustra o debate sobre a quantidade de vezes que Jesus foi ungido.
1618-20. Por Rubens, atualmente no Museu Hermitage, em São Petersburgo, na Rússia.

A unção de Jesus é o tema de um considerável debate. Um deles é que alguns defendem que existiram, na verdade, dois eventos separados; um ocorrendo no início do ministério de Jesus, no qual ele oferece o perdão para uma mulher arrependida, e outro, no qual ele é ungido como preparação para o seu sepultamento. O Evangelho de Lucas relata que os pés de Jesus foram ungidos por uma mulher que havia sido pecadora a vida toda e que estava chorando; e quando as suas lágrimas começaram a cair aos pés de Jesus, ela os limpou com o seu cabelo. Também único no relato de Lucas é a inclusão da Parábola dos Dois Devedores no meio do evento.
Eles também mantém que esta história não poderia ter ocorrido a apenas alguns dias antes da crucificação por conta dos diversos eventos que se seguiram no Evangelho de Lucas. João 12:1–8 a chama de "Maria" e o texto assume que ela é Maria, irmã de Lázaro, pois também ali é identificada a sua irmã Marta. Embora a iconografia do ato da mulher seja tradicionalmente associada com Maria Madalena, não há texto bíblico que a identifique neste evento. De acordo com Marcos 14:3, o perfume neste relato era a forma mais pura do nardo.
Outro debate é sobre as implicações da frase "Pois os pobres sempre os tendes convosco"; alguns criticaram esta resposta como de moral pobre, enquanto que outros responderam que, por conta de sua iminente crucificação, Jesus estaria simplesmente explicando que o que foi feito não foi uma escolha entre dois atos morais, mas um ato necessário, e que ele não seria mais criticado na época de Jesus do que uma pessoa nos dias de hoje comprando um caixão caro para um ente querido, mesmo sabendo que os pobres poderiam ser alimentados com o dinheiro. No livro autobiográfico Palm Sunday, Kurt Vonnegut relata ter sido convidado a pregar num Domingo de Ramos em 1980 e escolheu como leitura a versão de João sobre a unção. Ele o fez por ele "havia visto muita impaciência não cristã para com os pobres por causa desta passagem"; ele questionou a tradução, afirmando que nela faltava a misericórdia do Sermão da Montanha e aproveitou a oportunidade para oferecer a sua própria tradução.
| “ | Talvez alguma coisa tenha se perdido na tradução...Eu gostaria de recapturá-la. Por que? Por que eu, como um agnosticismo que acredita em Cristo, já vi muita impaciência não cristã para com os pobres encorajada por esta passagem ("Pois os pobres sempre os tendes convosco")...Se Jesus realmente disse isso, é uma piada de mau gosto divina, apropriada para a ocasião. Ela diz tudo sobre hipocrisia e nada sobre os pobres. É uma piada cristã, que permitiu que Jesus continuasse com boas relações com Judas, mas o admoestando por sua hipocrisia da mesma forma. 'Judas, não se preocupe. Haverá muitas pessoas pobres depois que eu me for.' | ” |

Entretanto, vale considerar que Jesus citava as Escrituras quando observou que os pobres sempre estariam com os seus ouvintes: "Pois nunca deixará de haver pobre na terra; pelo que te ordeno, dizendo: Livremente abrirás a tua mão para o teu irmão, para o teu necessitado, e para o teu pobre na tua terra."  (Deuteronômio 15 : 11)

## Localização
Marcos e Mateus dizem que o evento ocorreu enquanto Jesus estava em Betânia, descansando na casa de Simão, um homem cuja importância não é explicada em nenhum dos textos sobreviventes de Marcos ou Mateus. Alguns, que assumem que os relatos nos quatro evangelhos tratam do mesmo evento, chegam a identificá-lo como Simão, o Fariseu, como mencionado no relato de Lucas. Porém, dada a proximidade da crucificação e o fato de que o anfitrião é chamado de leproso em outra passagem, fizeram com que este trecho fosse motivo de considerável debate. O Evangelho de Lucas afirma que Jesus fora convidado para jantar em local não especificado. O Evangelho de João identifica o local da unção antes da crucificação como sendo a casa de Lázaro e suas duas irmãs. A Igreja Católica segue os evangelhos sinóticos para localizar o evento. João e Lucas também diferem de Mateus e Marcos sobre qual parte do corpo de Jesus foi ungida (a cabeça ou os pés). Este fato realça a ideia de que Lucas estaria falando de um evento completamente diferente.